# Aziz Issah
Abdul Aziz Issah, né le 20 novembre 2005 à Accra, est un footballeur international ghanéen qui évolue au poste d'attaquant au Barcelona Atlètic, en prêt du Dreams FC.

## Biographie

### Carrière en club
Issah est issu du centre de formation du Dreams FC, où il a fait ses débuts le 17 septembre 2022 lors d'une victoire 1-0 en Premier League contre les Kotoku Royals. Il marque son premier but en championnat le 8 janvier 2023 contre le Medeama SC et, le 19 juin suivant, inscrit le but de la victoire lors de la victoire en Coupe du Ghana contre les King Faisal Babies. La saison suivante, il mène son club en demi-finale de la Coupe de la confédération de la CAF, terminant meilleur buteur avec quatre buts et deux passes décisives.
Le 3 septembre 2024, il est prêté avec une option d'achat par le FC Barcelone, qui l'a affecté à son équipe réserve, le Barcelona Atlètic. Il fait ses débuts en Primera Federación le 6 novembre 2024 lors d'un match nul un partout face à la Real Sociedad B.

### En sélections nationales
Issah est sélectionné pour la première fois en équipe du Ghana des moins de 20 ans en 2023. En 2024, il participe aux treizièmes Jeux africains, organisés au Ghana. Il participe aux cinq matchs du tournoi, marquant un but le 12 mars 2024 face à la Gambie et contribuant à la victoire en finale face à l'Ouganda.
En mai 2025, il est appelé en équipe senior du Ghana pour la première fois, à l'occasion de l'édition 2025 de l'Unity Cup tenue à Londres. Il rentre en jeu le 31 mai 2025 lors d'une victoire quatre à zéro contre Trinité-et-Tobago, qui assure aux Black Stars la troisième place du tournoi.

## Palmarès

### En club
Dreams FC
- Coupe du Ghana :
  - Vainqueur en 2023[12]
- Supercoupe du Ghana :
  - Finaliste en 2023.

### En sélections nationales
Ghana -20 ans
- Jeux africains :
  -  Vainqueur de l'édition 2023 (organisée en 2024)[13].

### Distinctions individuelles
- Meilleur buteur de la Coupe de la confédération de la CAF 2023-2024 (4 buts)